# Luci Elià Rosci (cònsol l'any 223)
Luci Elià Rosci (en llatí Lucius Aelianus Roscius) va ser un magistrat romà del segle ii. Formava part de la gens Ròscia, una gens romana d'origen plebeu.
Va ser nomenat cònsol l'any 223 junt amb Luci Mari Màxim, en el regnat d'Alexandre Sever. És mencionat pels Fasti.